# Eddie Kramer

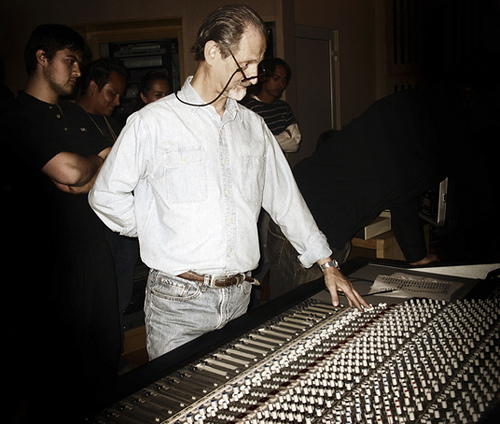
Eddie Kramer

Edwin „Eddie“ H. Kramer (* 19. April 1941 in Kapstadt, Südafrika) ist ein britischer Tontechniker und Produzent. Kramer wurde bekannt durch seine Zusammenarbeit mit vielen bekannten Künstlern aus Rock- und Popmusik (u. a. Anthrax, Jimi Hendrix, Kiss, Led Zeppelin, The Beatles, The Rolling Stones, David Bowie, Joe Cocker, Carlos Santana) sowie durch seine Liveaufnahmen vom Woodstock-Festival.

## Werdegang
Eddie Kramer wurde 1941 in Kapstadt als Sohn eines Südafrikaners und einer Engländerin geboren. Er studierte schon früh klassisches Klavier, Violine und Cello im South African College of Music. Unter dem Einfluss populärer US-amerikanischer Musik der 1950er-Jahre verschoben sich seine musikalischen Interessen zum Ende seiner College-Ausbildung immer mehr in Richtung Rock ’n’ Roll, Jazz und Blues.
Im Dezember 1960 zog es den 19-jährigen Kramer dann nach London, wo er zunächst als Laufbursche arbeitete. Oftmalige Besuche bei einer im selben Gebäude ansässigen Fernsehproduktionsfirma spornten ihn an, eine Karriere als Tontechniker auszuüben. Er fand bald einen Job als Assistent im Advision Studio, wo er die Grundlagen erlernte, während er in seinem Heimstudio von lokalen Jazzgruppen erste Aufnahmen anfertigte.
Im Jahr 1964 nahm er sein erstes Engagement in den professionellen Pye Studios an, wo er mit Künstlern wie Sammy Davis Junior oder The Kinks zusammenarbeitete. Im Jahre 1966 wechselte Kramer zu den Olympic Studios, wo er sich neben der Arbeit mit den Small Faces, den Beatles und den Rolling Stones vor allem durch die enge Zusammenarbeit mit Jimi Hendrix einen Namen machen konnte.
Im Jahr 1969 machte sich Kramer selbstständig und nahm mit der Band Led Zeppelin unter anderem das Album Led Zeppelin II auf. Im selben Jahr wurde Kramer gebeten, die Liveaufnahmen des Woodstock-Festivals zu leiten. Rückblickend berichtete Kramer über die Aufnahmen in Woodstock, dass es „eine dreitägige Hölle“ gewesen sei, wo er mit seinen Assistenten unter schlechten Arbeitsbedingungen und mit wenig Schlaf die Aufnahmen anfertigen musste. Kramers Konzertmitschnitt ist unter anderem auf dem Dokumentationsfilm zum Festival sowie vielen weiteren Veröffentlichungen zum Festival zu hören.
Im Jahr 1970 wurde Kramer von Jimi Hendrix engagiert, um beim Aufbau der Electric Lady Studios zu helfen. 1973 produzierte er dort „nebenbei“ ein 5-Track-Demo für KISS, das die Titel  Cold Gin, Strutter, Deuce, Black Diamond und Watchin' You enthielt. Beim ersten Album von KISS kam es jedoch zu keiner Zusammenarbeit. Kramer verließ die Studios im Jahre 1975, um mit KISS am Album Alive! zusammenzuarbeiten.
1979 arbeitete er mit AC/DC zusammen, um das Album Highway to Hell aufzunehmen. Allerdings verlor er mitten während der Aufnahmen alle bisher aufgenommenen Tracks und wurde entlassen. Vier Tracks dieser Aufnahmen wurden in den 1990er-Jahren wiederentdeckt und auf der Bonfire-Box veröffentlicht.
In den 1980er-Jahren arbeitete Kramer vor allem mit verschiedenen Hard-Rock-Bands wie Anthrax, Twisted Sister oder Whitesnake. Weiter betätigte er sich als musikalischer Nachlassverwalter von Jimi Hendrix, indem er unter anderem ein Tribute-Album produzierte und zusammen mit John McDermott ein Buch über Hendrix verfasste.
In den 1990er-Jahren betätigte sich Kramer neben seiner Tätigkeit als Produzent vor allem beim Remastering der Hendrix-Alben und der Liveaufnahmen des Woodstock-Festivals. Weiter filmte Kramer eine Dokumentation für die BBC über die Electric Ladyland Studios, in denen er auch Interviews mit den ehemaligen Mitmusikern von Hendrix führte.
Seit dem Jahr 2000 ist Kramer auch an diversen Audio-Restaurierungen und 5.1-Abmischungen seiner alten Aufnahmen beteiligt, die nach und nach auch als DVD erschienen. In einem seiner bislang letzten Projekte fertigte er eine neue 5.1-Abmischung von Jimi Hendrix’ Auftritt in Woodstock für eine DVD an.

## Künstler
Eddie Kramer arbeitete unter anderem mit folgenden Künstlern zusammen (Auswahl der Werke):
- The Beatles
  - All You Need Is Love (Single)
  - Baby You’re a Rich Man (Single)
- Tommy Bolin
  - ZEPHYR - Going Back to Colorado
- Joe Cocker
  - Mad Dogs & Englishmen
  - With a Little Help from My Friends
- Kiss
  - Demotape (5 Tracks)
  - Alive!
  - Rock and Roll Over
  - Love Gun (Co-Produktion mit KISS)
  - Alive II (Co-Produktion mit KISS)
  - Ace Frehley Solo-Album
  - Alive III (Co-Produktion mit KISS)
- Ace Frehley
  - verschiedene Demos (1984)
  - Frehley’s Comet
  - Trouble Walkin’
- Peter Frampton
  - Frampton Comes Alive!
  - Lez Zeppelin Tribute Band
  - The Art of Control
- Jimi Hendrix
  - Are You Experienced
  - Axis: Bold as Love
  - Electric Ladyland
- Led Zeppelin
  - Led Zeppelin II
  - Houses of the Holy
  - Physical Graffiti
  - The Song Remains The Same (Album und Film)
  - Coda
- The Rolling Stones
  - Beggars Banquet
  - Between the Buttons
  - Their Satanic Majesties Request
- The Scream
  - Let It Scream
- Woodstock Livealbum und Film (verschiedene Künstler)